# أبو عبد الرحمن السلمي الكوفي
أبو عبد الرحمن السُلميّ (المتوفي سنة 74 هـ) تابعي كوفي، مُقرئ، مِن رواة الحديث النبوي.

## سيرته
ولد أبو عبد الرحمن عبد الله بن حبيب بن ربيعة السُلميّ في حياة النبي محمد، وكان والده حبيب بن ربيعة السلمي من أصحاب النبي. وكان أبو عبد الرحمن أعمى. وقد توفي أبو عبد الرحمن سنة 74 هـ، وقيل سنة 73 هـ في ولاية بشر بن مروان على الكوفة.

## قراءة القرآن
قرأ أبو عبد الرحمن السُلمي القرآن، وجوّده، ومهر فيه، وعرض حفظه وقراءته على عثمان بن عفان وعلي بن أبي طالب وعبد الله بن مسعود وأبي بن كعب وزيد بن ثابت، كما أخذ عنه القرآن عاصم بن أبي النجود ويحيى بن وثاب وعطاء بن السائب وعبد الله بن عيسى بن عبد الرحمن بن أبي ليلى ومحمد بن أبي أيوب وعامر الشعبي وإسماعيل بن أبي خالد، وعرض عليه القرآن الحسن والحسين ابنا علي. وقد جلس أبو عبد الرحمن السلمي يقرئ الناس في المسجد الأعظم في الكوفة أربعين سنة بدأها في خلافة عثمان بن عفان إلى أن توفي، دون أن يأخذ على ذلك أجرًا.

## روايته للحديث النبوي
- روى عن: عمر بن الخطاب وعثمان بن عفان[1] وعبد الله بن مسعود[3] وحذيفة بن اليمان وخالد بن الوليد وسعد بن أبي وقاص وأبي موسى الأشعري وعلي بن أبي طالب وأبي الدرداء وأبي هريرة.[2]
- روى عنه: عاصم بن أبي النجود وأبو إسحاق السبيعي وعلقمة بن مرثد وعطاء بن السائب[1] وإبراهيم بن يزيد النخعي وإسماعيل بن عبد الرحمن السدي وحبيب بن أبي ثابت وسعد بن عبيدة وسعيد بن جبير وعبد الأعلى بن عامر وعبد الملك بن أعين وعثمان بن المغيرة الثقفي وقيس بن وهب ومسلم البطين وأبو البختري الطائي وأبو حصين الأسدي.[2]
- الجرح والتعديل: قال عنه ابن سعد: «كان ثقة كثير الحديث»،[4] وقد وثّقه العجلي والنسائي، كما روى له الجماعة.[2]